# نیاز
نیاز چیزی است که یک ارگانیسم برای زندگی سالم لازم دارد.

نیاز می‌تواند عینی و فیزیکی باشد مانند: نیاز به غذا یا روانی و ذهنی باشد مانند: نیاز به اعتماد به نفس. نیازها از خواسته‌های مشخصی می‌آیند که در صورت نیاز، کمبود باعث نتیجه آن اختلال عملکرد یا مرگ است.

نیازها و خواسته دربارهٔ یک موضوع خاص، بستری مشترک برای زمینه‌های فلسفه، زیست‌شناسی، روان‌شناسی، علوم اجتماعی، علم اقتصاد و سیاست تشکیل می‌دهد.
اریک فروم روان‌شناس آلمانی، هشت نیاز را برای هر انسان برمی‌شمرد که سه مورد: هویت، ریشه‌دار بودن و جهت‌گیری است.

## نیازهای متوسط
«نیازهای متوسط»، دوازده نیازی که برای سلامت جسمی و استقلال شخصی ضروری است:
1. مواد غذایی مغذی کافی و آب
2. محافظ کافی
3. یک محیط کار ایمن
4. یک منبع از لباس
5. محیط فیزیکی امن
6. مراقبت‌های بهداشتی مناسب
7. امنیت در دوران کودکی
8. روابط اولیه معنادار با دیگران
9. امنیت فیزیکی
10. امنیت اقتصادی
11. کنترل بارداری ایمن و بچه دار شدن
12. آموزش پایه و میان فرهنگی مناسب